# Vattendrag i Sverige som utmynnar i Öresund, Kattegatt och Skagerrak
Detta är en lista över vattendrag i Sverige som utmynnar i Öresund, Kattegatt eller Skagerrak. Vattendragen listas från söder till norr, med de havsmynnande vattendragen längst till vänster och biflöden ett eller flera steg till höger. För att få acceptabel belastning på servern visar kartorna bara huvudvattendraget och dess direkta biflöden (alltså inte biflöden till biflöden o.s.v.). För Göta älv visas dock biflöden till biflöden. För mer detaljerade kartor över respektive vattendrag gå till dess artikel.
(*)=källflöde.

## Söder om Göta älv
| Vattendrag med biflöden | Karta |
| --- | ----- |
| Sege å |       |
| Alnarpsån |       |
| Höje å - Björkesåkraån* - Olstorpsån* |       |
| Kävlingeån (Lödde å) - Bråån - Klingavälsån - Björkaån* |       |
| Saxån - Braån |       |
| Råån |       |
| Görslövsån |       |
| Oderbäcken |       |
| Vege å - Hasslarpsån - Skavebäcken |       |
| Rönne å - Rössjöholmsån - Kägleån - Pinnån - Lärkesholmsån - Bäljane å - Smålarpsån - Skärån - Sorrödsån - Bäljane å - Klingstorpabäcken - Snällerödsån - Hörbyån * |       |
| Stensån |       |
| Lagan - Smedjeån - Edenbergaån - Norrån * - Söderån * - Lillån - Krokån - Vänneån - Grytan - Bolmån - Kåtån - Torpaån - Lidhultsån * - Yaån * - Unnaån * - Lillån * - Storån * - Havridaån - Herrestadsån - Hästhultsån - Modalaån - Västerån * - Lomsjöån * - Älgabäcken * - Österån * - Huljeån - Toftaån - Borån - Bankeån - Grunneån - Hjälmserydsån - Bodaån - Vämmersån - Kylahovsån - Härån - Hindsån - Ruskån - Skärsjöbäcken - Hokån * - Malmbäcksån * - Linneån - Horsån - Gnultån |       |
| Genevadsån - Alslövsån - Brostorpsån * - Vessingeån * |       |
| Fylleån - Assman |       |
| Nissan - Sennan - Lillån - Kilan - Västerån * - Bolån - Österån * - Klubbån - Skvallran - Pilabäcken - Skärkeån - Färgån - Yabergsån * - Smöje å * - Finnån * - Lillån - Härydsån - Götarpsån * - Källerydsån - Hylteån - Västerån - Svanån - Radan - Kaltån - Kaltån - Sågån |       |
| Nyrebäcken |       |
| Skintan |       |
| Suseån - Slissån - Slien - Ramnaån * - Kilaån |       |
| Ätran - Vinån - Högvadsån - Stockån - Rammbäcken - Svartån - Österbäcken * - Hjärtaredsån - Barkhultaån * - Egnaredsån * - Fageredsån (Skrockhultaån) - Skärshultaån - Flyån * - Mjöaån - Lillån - Stampån - Getån * - Kalvån - Stångån * - Spångån - Sjötoftaån - Assman - Musån - Sämån * - Åsarpsån - Pilån * - Oxasjöån * - Jälmån * - Lovöbäcken - Olarpabäcken - Gunntorpaån - Tatterån - Simån                                                                                        |       |
| Ramsjökanalen |       |
| Törlan - Sandabäcken/Sannabäcken |       |
| Tvååkers kanal |       |
| Himleån - Munkån - Stenån |       |
| Viskan - Syllan - Skuttran - Ekån - Fäverån - Surtan - Västra Surtan - Östra Surtan - Slottsån - Torestorpsån - Lundaboån - Ljungaån - Husån - Kovraån - Häggån - Lysjöån - Tyviksån - Munkån - Balåb - Svensån - Lillån - Sotån |       |
| Löftaån |       |
| Torpaån |       |
| Rolfsån |       |
| Kungsbackaån |       |

## Göta älv
| Biflöden | Biflöden | Biflöden | Biflöden |
| Mynnar i Göta Älv | Mynnar i Vänern, öst om Göta älv/Klarälven | Mynnar i Vänern, väst om Göta älv/Klarälven | Mynnar i Klarälven |
| --- | --- | --- | --- |
| - Mölndalsån - Tvärån - Säveån - Säveån - Pliktån - Laxån - Näverån * - Östadån - Antån - Valån - Mellbyån * - Forsån - Lygnöån * - Svartån - Kyllingsån - Lillån - B-bergsån - Sällerhögsån - Myresjöån * - Rölsbäcken - Lärjeån - Välabäcken - Solbergsån - Grönån - Sleveboån - Gårdaån - Vallbyån - Kvarnbäcken * - Brattorpsån - Sollumsån - Slumpån - Lillån - Visslaån * - Lerumsån * - Stallbackaån - Bastån - Höljån * | - Nossan * - Lillån - Viskebäcken - Vimleån - Grisabäcken - Lannaån * - Kämpegårdsån * - Karabyån * - Storebergsån * - Söneån * - Lidan * - Torpabäcken - Flian - Dofsan - Bjurumsån * - Slafsan * - Landån - Jungån - Slipån * - Afsån - Getån - Nolån - Ällabäcken * - Gullbäcken * - Öredalsån * - Råmmån * - Sjöråsån * - Svartån * - Västerbroån - Silån * - Göteneån - Tidan * - Kräftån - Ölebäcken - Ösan - Luttran - Ömboån - Lillån - Klämmabäcken - Annedalsbäcken - Alebäcken * - Rallebäcken * - Djuran - Lillån - Yan - Svartån - Friaån * - Hasslerörbäcken - Gullspångsälven/Letälven * - Kullån - Hovaån - Burån - Skagersholmsån - Moån - Svartälven * - Lerälven - Saxån - Sävälven - Lesjöälven - Igelälven - Djuprämsälven - Höksjöälven - Liälven - Brindälven - Yngtjärnälven * - Ärtälven * - Timsälven - Trösälven - Kedjan - Lundsbergälven - Storforsälven - Lungälven - Skillerälven * - Visman * - Sälsjöbäcken - Varnan - Lötälven - Vilångsån - Sorkan - Ölman - Svartån - Glumman - Stordiket - Alstersälven - Skålbäcken - Norumsälven * - Horssjöälven * - Byckelsälven * | - Dalbergsån * - Bolstadsån - Krokån * - Dälpan - Stampälven * - Frändeforsån * - Hakerudsälven - Bodaneäälven * - Holmsån * - Dalslands kanal - Stenebyälven - Årbolsälven - Holtaneälven - Silälven - Silbodalsälven - Solviksälven - Hugnerudsälven - Sandaälven * - Åsebyälven * - Kesnacksälven - Forteälven - Glerudsälven - Moälven * - Blomån - Töcksälven * - Lissleviksbäcken - Oselva * - Ivarsbyälven * - Holbäcken * - Nolbyälven * - Trestickleälven * - Knorrbyån * - Vitlandaån * - Åmålsån * - Kasenbergsån * - Byälven * - Lillälven, Värmland - Ysjöälven - Börhusälven - Glasälven * - Rämånaälven - Barlingskullsälven * - Sörbohedsälven * - Billingsbergsån * - Dalsbäcken * - Älgån * - Mörtebäcken * - Kallbäcken * - Vikarälven * - Stordiket - Lillälven - Alkebäcken * - Sävsjöälven * - Jösseälven * - Vaggeälven * - Öjenäsbäcken * - Dalsälven * - Kunttjärnsälven * - Noreälven * - Svartån * - Forsviksån * - Averstaån * - Tarmsälven * - Slöan * - Valneviksälven * - Segmoälven * - Borgvikälven * - Malsjöån - Brunsbergälven * - Jodälven * - Emsälven * - Edaån * - Mangälven * - Tobyälven * - Fjällsälven * - Portilaån * - Norsälven * - Tolerudsbäcken - Tolitaälven * - Ämtan * - Rottnan * - Bratta älv - Borrälven - Granån - Ulvån - Valpån - Ormbergsbekken - Kjerkersjåa - Lerälven * - Björka älv * - Tvärån - Mjögan * - Långbergsbäcken * - Stöpälven * - Sågbäcken - Lysan * - Lortan - Badaälven - Jolaälven * - Röjdan * - Grundan - Bredån - Örån * - Hasslan - Viggan - Ljusnan (Värmland) * - Sorkan - Vägån - Mangsälven - Sikvillen - Iglabäcken - Ackan - Hundån | - Dömleälven - Gårdsjöälven * - Bogerudsälven - Tångån - Skymmelån - Rannån - Mansån * - Kvarnbäcken - Enån - Lovisebysälven - Väjån * - Uvan - Svartån - Buskesälven - Sångesälven - Havsjöälven * - Tannsjöälven * - Älgsjöbäcken - Tranebergsälven - Klammaälven * - Knoälven - Musån * - Kvarnälven - Lövån - Stensjöälven * - Rotån - Västra Rotån * - Östra Rotån * - Ringsån - Näsån - Gerisån - Noret - Hinnan * - Grundan * - Örebäcken - Föskeforsälven * - Acksjöälven - Götån - Halgån - Kölan - Åssjöälven - Lill-Halgån - Stöen - Värån - Femtan - Tällån - Rattsjöälven - Örån - Lill-Femtan * - Gärman - Likan - Tvärlikan - Råbäcken - Vingån - Lettan - Kyrkån * - Örbäcken - Tåsan - Havån - Örån - Rullån * - Dalbäcken - Rövallen * - Örån - Höljan - Hynnan - Rötan - Örstjärnbäcken - Ryåa - Varån - Eskilsåa - Gröna - Havsvallen - Lötån - Gröna - Tandåa - Lilla Tandån - Flera - Siktån - Hundvallen - Vestre Gröna * - Östre Gröna * - Engera - Sölna - Sömåa * - Hola * - Glöta * - Tufsinga * - Elgåa - Röa * - Mugga |
| Karta | | | |
| | | | |

## Norr om Göta älv
| Vattendrag med biflöden | Karta |
| --- | ----- |
| Henån |       |
| Grannebyån |       |
| Anråseån - Lerån |       |
| Bratteforsån |       |
| Forshällaån |       |
| Bodeleån |       |
| Bäveån - Risån |       |
| Kärraån |       |
| Taske å |       |
| Örekilsälven - Munkedalsälven - Rölandaån - Grimåsälven * - Stendalsbäcken - Surnåsbäcken - Dövleån * - Örebäcken - Julan - Fjällevadsbäcken - Hajumsälven - Brattöälven - Söbbhultsälven - Lerdalsälven * - Töftedalsån - Heråälven * - Kvarnbäcken * - Hakån |       |
| Broälven |       |
| Bärfendalsån - Tvärån |       |
| Jorälven - Störälven |       |
| Anråsälven - Broälven - Tanumsälven * - Gerumsälven * |       |
| Skärboälven |       |
| Hogarälven |       |
| Vättlandsån - Hämmensån - Skuggälven * |       |
| Enningdalsälven - Kynne älv * - Liverödälven - Grimån * - Hallerudsälven * |       |